# Big Spring
Big Spring é uma cidade localizada no estado norte-americano do Texas, no Condado de Howard. A cidade foi fundada em década de 1890.

## Demografia
Segundo o censo norte-americano de 2000, a sua população era de 25.233 habitantes. 
Em 2006, foi estimada uma população de 24.222, um decréscimo de 1011 (-4.0%).

## Geografia
De acordo com o United States Census Bureau tem uma área de 
49,7 km², dos quais 49,5 km² cobertos por terra e 0,2 km² cobertos por água.

## Localidades na vizinhança
O diagrama seguinte representa as localidades num raio de 40 km ao redor de Big Spring. 